# Menhir u Chodče

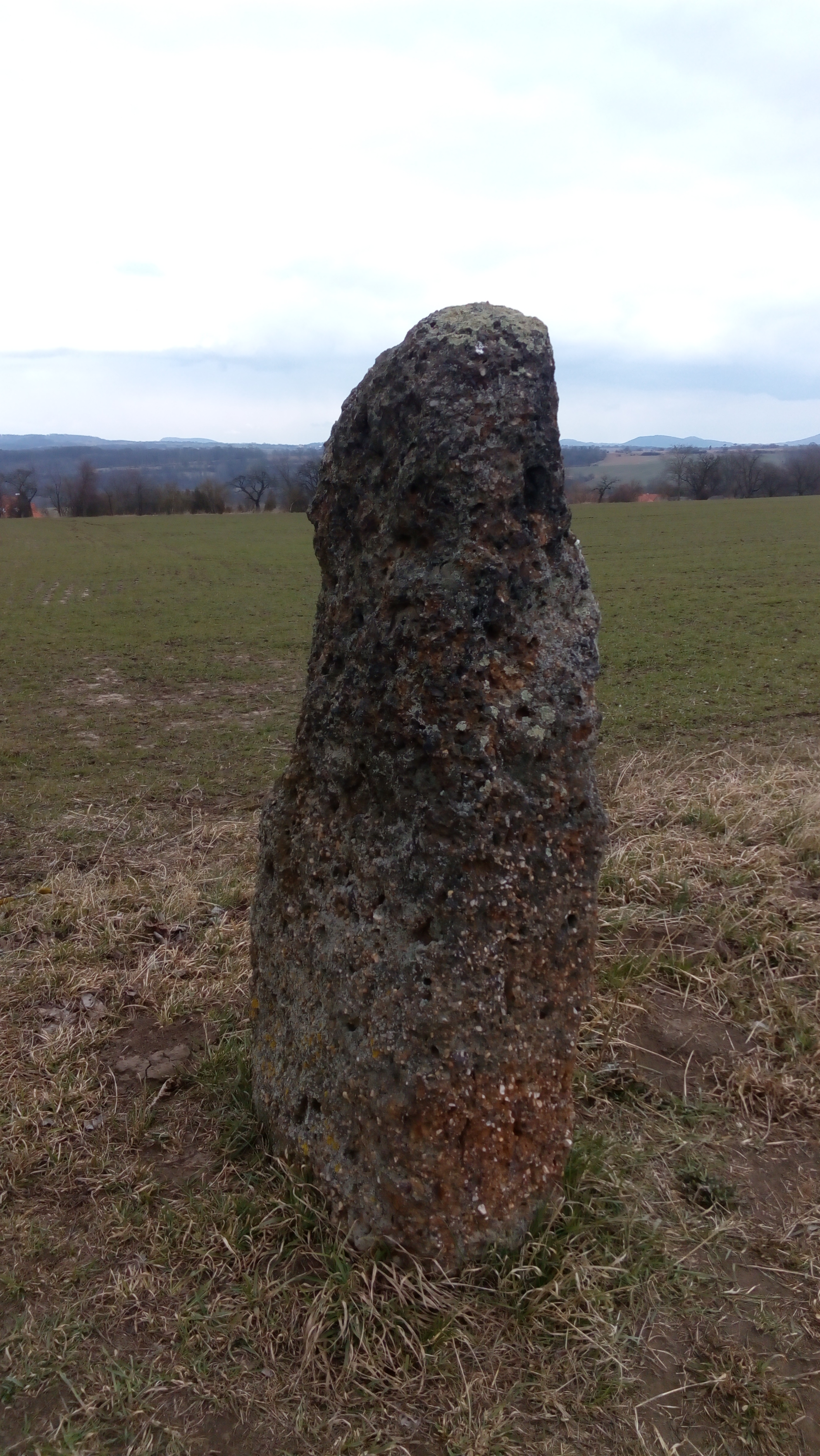
Menhir u Chodče pohled od jihozápadu

Menhir u Chodče je asi 80 cm vysoký kámen.

## Poloha
Menhir se nachází v poli u silnice č. 2738 mezi obcemi Strážnice (Vysoká) a Chodeč (Vysoká) v okrese Mělník.

## Popis
Kámen je vysoký asi 80 cm tvořený sedimentovanou horninou slepenec. Od nepaměti se zdejšímu místu říká „Ukamene“ podle kamene nejasného původu. Mohl být milníkem u cesty, nebo na rozhraní pozemků, nebo na rozhraní katastrů Chodče a Strážnic, případně se mohlo jednat o menhir.
Z tohoto místa lze za dobré viditelnosti vidět západním směrem jednotlivé kopce Českého středohoří a severovýchodním směrem nejvyšší bod okresu Mělník, kterým je Vrátenská hora. Výhled popisuje informační tabule umístěna u menhiru.

## Galerie

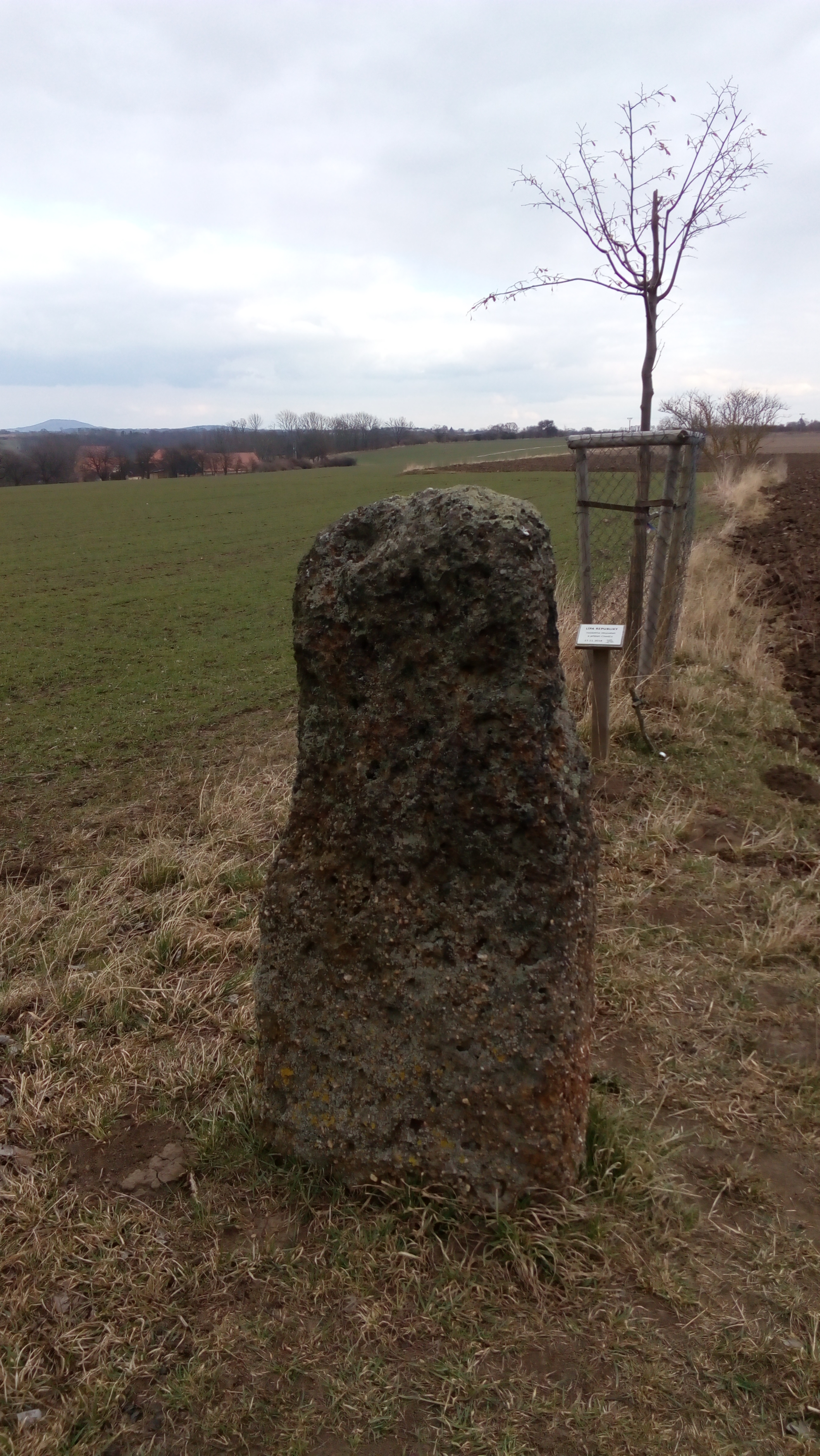
Menhir s mladou lípou vysázenou ke 100. výročí založení republiky
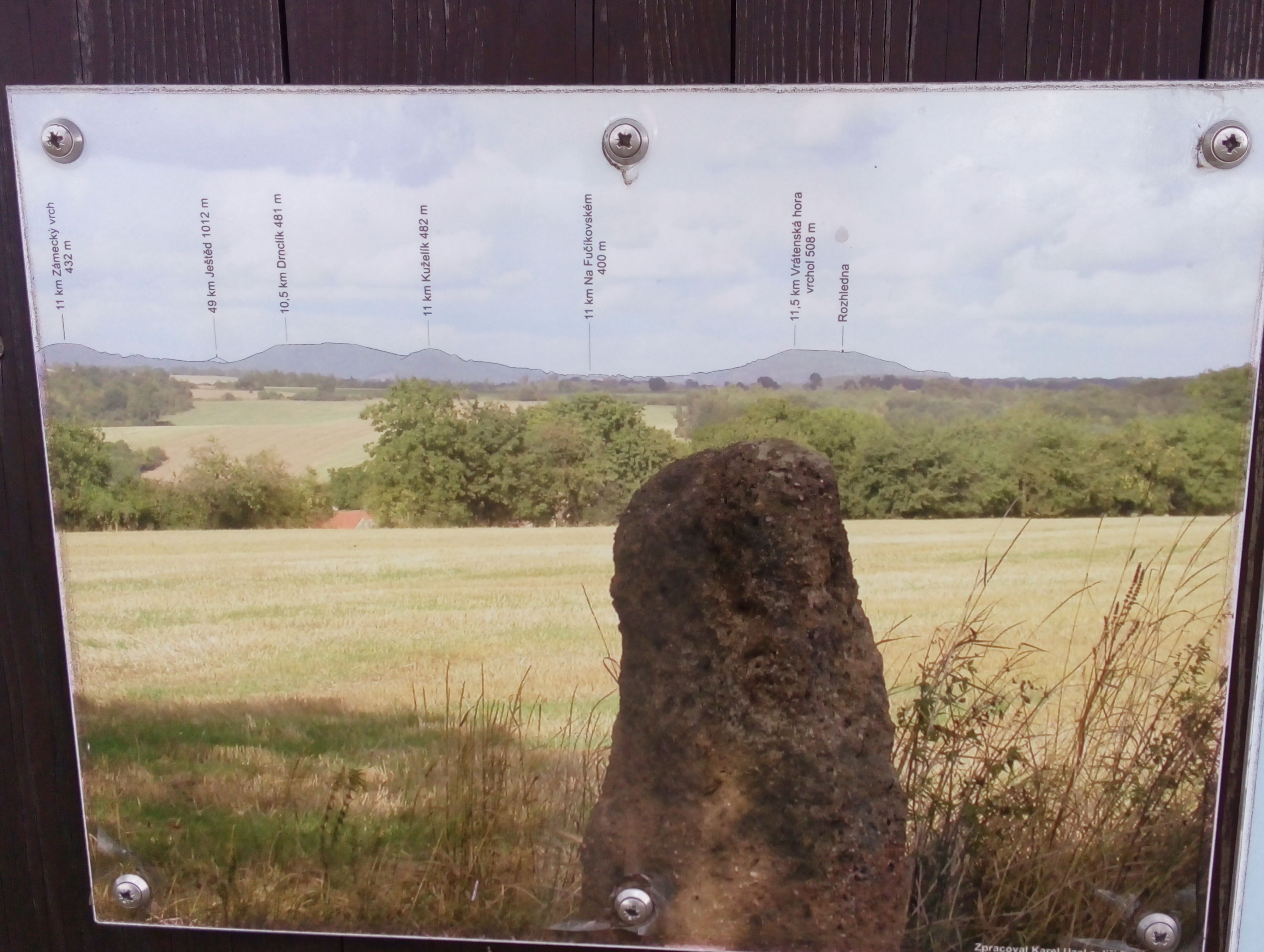
Informační tabule u menhiru
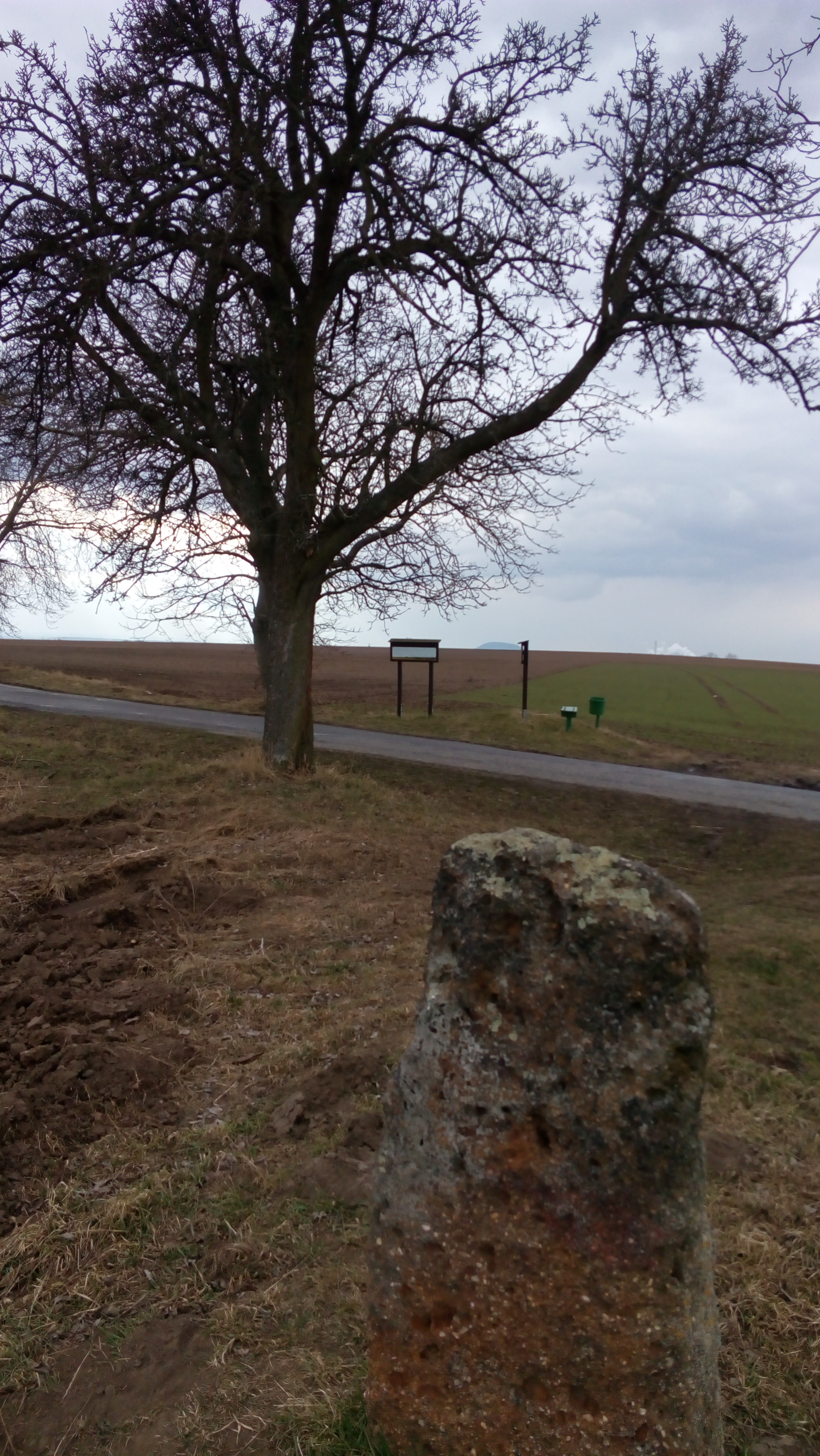
Pohled od menhiru západním směrem